# Janki Bodiwala
Janki Bodiwala (Gujarati જાનકી બોડીવાળા, Hindi जानकी बोदीवाला; * 30. Oktober 1995 in Ahmedabad) ist eine indische Schauspielerin.

## Leben und Karriere
Bodiwala schloss ihr Studium der Zahnmedizin am Goenka Research Institute of Dental Science in Gandhinagar ab. Ihr Durchbruch gelang ihr 2015 mit dem Film Chhello Divas. Sie spielte in mehreren weiteren erfolgreichen Filmen mit, darunter Tamburo, Naadi Dosh und Vash. 2024 war sie in Shaitaan zu sehen.
Neben ihrer Schauspielkarriere trat sie auch 2019 in der Miss-India an und schaffte es unter die Top 3 Finalistinnen. Sie ist mit Schauspieler Yash Soni. Unter anderem bekam sie 2016 die Auszeichnung Quality Mark Women Award.

## Filmografie
- 2015: Chhello Divas
- 2017: O Taareee
- 2017: Tamburo
- 2018: Chhutti Jashe Chhakka
- 2018: Tari Maate Once More
- 2019: Bau Na Vichar
- 2022: Naadi Dosh
- 2022: Tu Rajee Re
- 2023: Vash
- 2024: Shaitaan
- 2024: Trisha On The Rocks